# Szászországi Boldog Jordán
Szászországi Boldog Jordán (Burgberg, Dassel közelében, Szász hercegség, a mai Németország területén, 1190 körül – a Szíria közelében a tengeren, 1237. február 13.) boldoggá avatott domonkos szerzetes.

## Élete
Nemes családban született, az Eberstein grófok leszármazottjaként. Pontos születési dátuma ismeretlen. Tanulmányait a családi kastélyban kezdte meg, majd a Párizsi Egyetem hallgatója lett. 1219. nyarán ismerte meg Szent Domonkost. A Domonkos-rendbe Boldog Regináld vette fel 1220. februárjában Párizsban. 
1221. júniusában a bolognai káptalanon Lombardia tartományfőnökévé, Szent Domonkos halála után pedig a Domonkos-rend általános főnökévé, Szent Domonkos első utódjává választották 1222. május 23-án Párizsban.
Rendfőnöksége alatt megszerkesztette és elfogadtatta a rendi szabályzatot. Életszentségének, valamint különlegesen jó szónoki tehetségének a szabályzat hamarosan általánosan elfogadottá vált.  Sok lelkipásztori utat tett meg, gyakorlatilag bejárta Európa nagy részét, végiglátogatva a domonkos közösségeket és számos kolostort alapított. Olyan hatásosan prédikált, hogy például Párizsban egy alkalommal egyszerre 60 jelölt kérte a felvételét a Rendbe. 
Összesen körülbelül 1000 rendtagot vett fel.
Szent Domonkos után kétségtelenül Jordánnak volt a legnagyobb szerepe a domonkos rend szellemiségének, szervezetének kialakításában. A domonkos apácákkal is szeretetteljes testvéri kapcsolatot tartott fenn, ahogy Boldog Dianához és a bolognai domonkos kolostorban élő nővértársaihoz írt leveleiből is kitűnik.
Bizalommal teli szeretettel tekintett a Szűz Máriára, kinek tiszteletére elrendelte a Salve Regina éneklését minden kompletórium (befejező imaóra) után.
A szentföldi domonkos tartomány látogatásáról hazatérőben a szíriai partoknál hajótörést szenvedett két társával együtt 1237. február 13-án. Holttestét megtalálták és a jelenleg izraeli területen található Akkóban temették el a domonkos templomban. Már közvetlenül halála után nemcsak rendtársai, hanem a hívek is nagy tisztelettel vették körül.
1826. május 10-én XII. Leó pápa engedélyezte tiszteletét.

## Irodalmi munkássága
„Libellus de principiis Ordinis Praedicatorum”, azaz „Könyvecske a Prédikátorok Rendjének kezdeteiről” című írásában tényszerűen mutatja a be a domonkos rend kezdeti éveinek történetét. 

## Fordítás
- Ez a szócikk részben vagy egészben  a   Jordan of Saxony című angol Wikipédia-szócikk fordításán alapul.  Az eredeti cikk szerkesztőit annak laptörténete sorolja fel. Ez a jelzés csupán a megfogalmazás eredetét és a szerzői jogokat jelzi, nem szolgál a cikkben szereplő információk forrásmegjelöléseként.